# Mackenzie Christine Foy
Mackenzie Christine Foy (født 10. november 2000) er en amerikansk børnemodel og -skuespiller. Hun er bedst kendt som Renesmee Cullen, datter af Bella og Edward Cullen, i The Twilight Saga: Breaking Dawn - Part 2.

## Filmografi
- 2011 - The Twilight Saga: Breaking Dawn - Part 1 .... Renesmee Cullen
- 2012 - The Twilight Saga: Breaking Dawn - Part 2 .... Renesmee Cullen
- 2013 - Nattens dæmoner .... Cindy Perron
- 2013 - Ernest & Celestine .... Celestine stemme
- 2013 - Wish You Well .... Lou Cardinal
- 2014 - Interstellar .... Ung Murph Cooper
- 2014 - Black Eyed Dog .... Daisy
- 2014 - The Boxcar Children .... Violet stemme
- 2014 - The Cookie Mobster .... Sally
- 2015 - The Little Prince .... Den lille pige stemme